# Cim de la Pastera
Cim de la Pastera är en bergstopp i Spanien.   Den ligger i provinsen Província de Barcelona och regionen Katalonien, i den östra delen av landet, 500 km öster om huvudstaden Madrid. Toppen på Cim de la Pastera är 1 202 meter över havet.
Terrängen runt Cim de la Pastera är huvudsakligen kuperad, men norrut är den bergig. Cim de la Pastera ligger uppe på en höjd som går i sydvästlig-nordostlig riktning.Runt Cim de la Pastera är det glesbefolkat, med 15 invånare per kvadratkilometer. Närmaste större samhälle är Vilaseca, 11,1 km väster om Cim de la Pastera. I omgivningarna runt Cim de la Pastera växer i huvudsak blandskog.